# Route nationale 154 (Espagne)
Cet article court présente un sujet plus développé dans : Route neutre.
Pour les articles homonymes, voir N154 et Route nationale 154 (homonymie).
La route nationale espagnole 154 est une route longue de 8 km reliant Puigcerdà à Llívia en Catalogne. Elle a la particularité d’être partiellement située en territoire français, où elle porte également les numéros de RN20 et RD68, en raison de la situation enclavée de Llívia. Cette section est connue sous le nom de route neutre.

## Histoire
Entre 1940 (plan Peña de numérotation des routes nationales espagnoles) et les années 1990, elle était le tronçon final de la N-152, qui allait alors jusqu'à Llivia. Elle a alors été numérotée N-154.

## Parcours
- Carrefour giratoire entre  N-260  et  N-152 / N-154 -E 9 : La Seu d'Urgell, Andorre ( N-260 ) - Ripoll ( N-260 ) - Barcelone (C-16)
- Traversée de Puigcerdà
- Carrefour giratoire entre  N-152  et  N-154  : Bourg-Madame ( N-152 /N 116) ; sortie de Puigcerdà
- Entrée dans le territoire française +  Carrefour giratoire entre  N-154 /D 68 et N 20-E 9 : Toulouse, Foix (N 20-E 9) - Perpignan, Bourg-Madame (N 20)
- Carrefour giratoire entre  N-154 /D 68 et D 30 (Bourg-Madame, Ur)
- Entrée dans l'enclave espagnole
- Llívia
- Sortie de l'enclave espagnole, la  N-154  devient la  D 33c